# 鮑曼鎮區 (阿肯色州克里夫蘭縣)
鮑曼鎮區（英語：Bowman Township）是位於美國阿肯色州克里夫蘭縣的一個行政鎮區。

## 地方資料
鮑曼鎮區的面積為67.05平方千米，當中陸地面積為66.77平方千米，而水域面積為0.28平方千米。根據2010年美國人口普查的數據，當地共有人口530人，而人口密度為每平方千米7.9人。